# Новикова, Надежда Михайловна
Надежда Михайловна Новикова (26 августа 1929, Александрия — 6 июля 2015, Москва) — советская, российская художница.

## Биография
Родилась третьей дочерью в семье М.Малышева. Стремление отца дать дочерям хорошее образование привело семью в Москву. Училась в средней общеобразовательной школе и занималась в изостудии при клубе им. Зуева у художника Г. К. Кравченко. Окончив школу, поступила в Московское художественно-графическое педагогическое училище, по его окончании — в Московский институт прикладного и декоративного искусства на факультет керамики. После перевода института в Ленинград перешла в Московское высшее художественно-промышленное училище (Строгановское) и училась на факультете скульптуры у С. Н. Волкова и Г. И. Мотовилова; окончила училище в 1954 году.
В 1954—1959 годах работала художником в Доме культуры (Тушино, Московская область), в 1959—1985 — на Комбинате художественных работ Мособлхудожфонда РСФСР.
Член Союза художников СССР (с 1977), Международного художественного фонда (International Art Fund; с 1994), Союза работников культуры (с 1962), Ассоциации женщин «Творчество» (с 1991).

### Семья
Муж — Анатолий Семёнович Новиков, скульптор, лауреат Ленинской премии;
- сын — Александр, художник.

## Творчество
1959 г. — начало выставочной деятельности. Участница более 30-ти творческих выставок: МСХ, Всесоюзных, Республиканских, Областных, Городских. 7 персональных выставок в Москве и МО. Работы находятся в Краеведческом музее г. Люберцы, в частных собраниях России, Польши, Болгарии, Франции, Германии.
Выставки
1959 г. — Выставка произведений художников г. Тушино
1960 г. — Всесоюзная выставка художников народных промыслов. Москва
1972 г. — Выставка «Художники Подмосковья», посвященная 25-летнему юбилею Московской областной организации Союза Художников РСФСР. Москва
Персональная выставка в г. Химки.
1974 г. — Областная выставка произведений художников МО, посвященная 104-й годовщине со дня рождения В. И. Ленина. Москва
Выставка «Скульптура и графика художников Подмосковья». Москва
Выставка ко Дню Победы. Москва
1975 г. Выставка «Женщины — художники Москвы — Всемирному конгрессу, посвященному Международному году женщины». Москва
1977 г. Республиканская выставка акварели и рисунка. Ленинград
1980 г. Персональная выставка в кинотеатре «Художественный». Москва. Выставку посетили более 300 000 человек.
С 1974 г. Н. М. Новикова — постоянный участник весенних и осенних выставок произведений московских художников и выставок, посвященных Международному женскому дню 8 Марта, г. Химки МО
1985—1987 гг. Персональные выставки: в Комбинате Худож работ г. Химки, г. Дубна, Доме культуры в Апрелевке, музее г. Серпухов.
1986 г. и 1994 г. — Персональные выставки в Люберецком краеведческом музее
1987 г. — Работы Новиковой Н. М. вошли в Каталог выставки женщин художников к Всемирному Конгрессу Женщин
1991 г. — Международная выставка «РИДА» (СССР, Австралия, Бразилия, Италия) в Москве.
1996 г. — Персональная выставка «Цветы», г. Люберцы.
2007 г. — Выставка, посвященная 65-ти летию битвы за Москву, участие в конкурсе «Москва-непобежденная», Москва.
2010 г. −3я выставка произведений станковой графики, живописи и скульптуры малых форм Выставочный зал Московского Союза художников, Москва (Россия)
Обладала особым лирическим складом души и это личное качество определило специфику её творчества. Особое место в её творчестве занимает жанр пейзажа, а любимой техникой является акварель. Н. Новикова много ездит по стране, представляя на выставках серии работ «Исык-Куль», «Тянь-Шань», «Селигер», «Азовское море» и др. И все же чаще всего Надежда пишет природу Подмосковья. Особенно выразительны её серии «Времена года» и «Поля Подмосковья», над которыми автор работает более 25 лет. Они написаны легко, свободно, эмоционально. Автор часто показывает природу в «серые» дни, ранним утром или под вечер, когда цветовые переходы становятся мягче.
Немаловажное место в творчестве Н. Новиковой занимает натюрморт. Ромашки, васильки, сирень, полевые цветы, маки, яблоки и другие растения в её натюрмортах нежны, красивы, наполнены искренним чувством восхищения автора красотой природы, её богатыми дарами.
Обаяние акварелей Н. Новиковой заключается в умении автора передать подлинное настроение в природе, в её стремлении наполнить произведение собственным чувством и переживаниями.
Информация в советской прессе:
Московский художник,1980 г., 11 июля;
Московский художник,1980 г., 22 февраля;
Вперед, 1969 г., 1 апреля;
Художник, 1980 г., № 8 и др.